# Australiputo eucalypti
Australiputo eucalypti är en insektsart som beskrevs av Williams 1985. Australiputo eucalypti ingår i släktet Australiputo och familjen ullsköldlöss. Inga underarter finns listade i Catalogue of Life.